# Dahlia tenuicaulis
Espèce

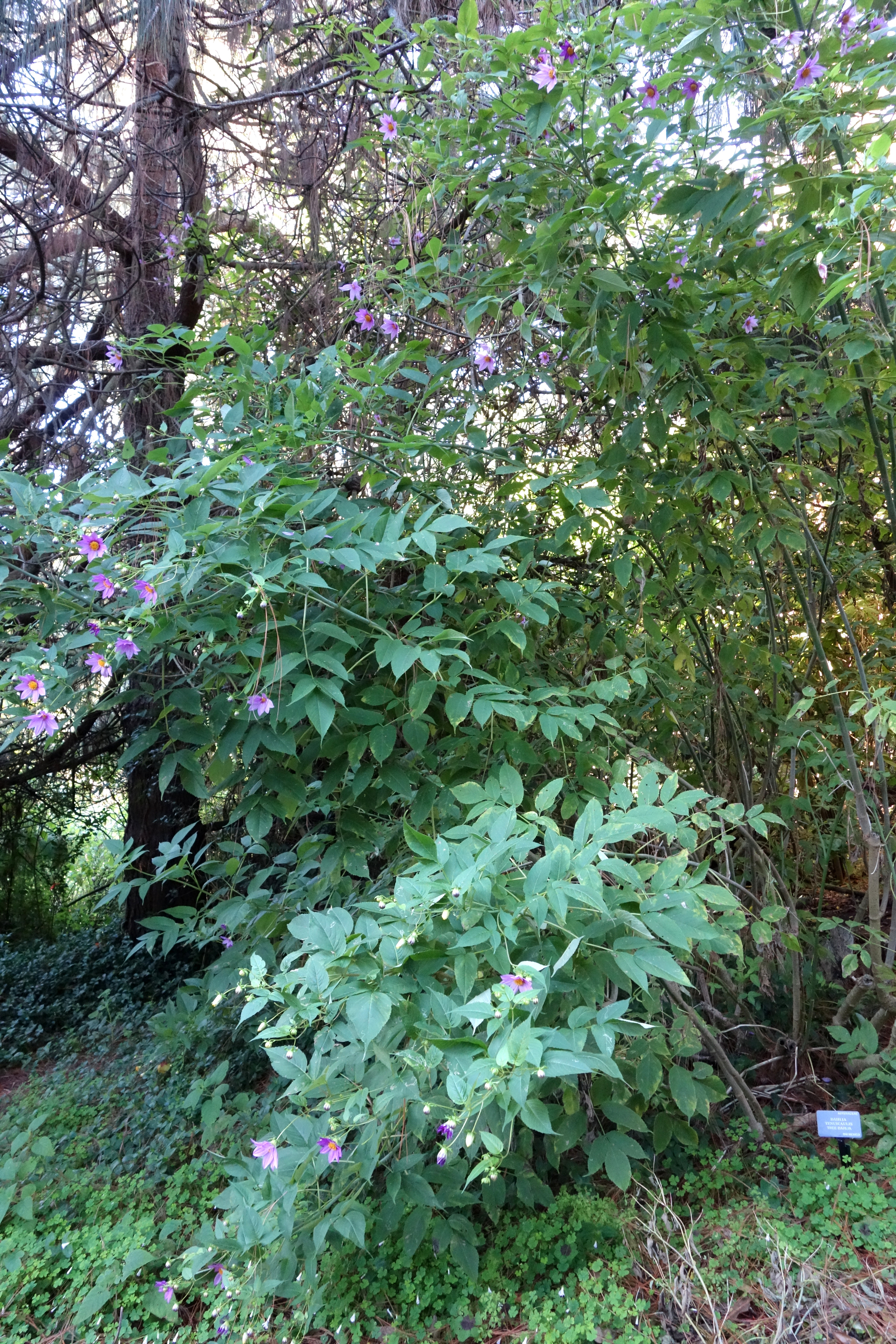
Au jardin botanique de San Francisco.

Dahlia tenuicaulis est une espèce de plantes à fleurs de la famille des Asteraceae originaire des montagnes du sud du Mexique.

## Description
Dahlia tenuicaulis est un géophyte tubéreux. C'est un buisson large d'une hauteur de 1,5 m avec des feuilles plus petites que les autres dahlias arborecents. Le nouveau feuillage est marron.Ses fleurs sont larges de 8 cm Sa floraison à la fin de l'autome est lavande clair ou rosée.

## Dénominations
Cette plante est communément appelée Tree dahlia en anglais. 

## Répartition et habitat
On trouve cette espèce au Mexique dans les États de  Oaxaca, Jalisco, Michoacán. Elle est présente à des altitudes de 2 500 à 3 000 m.

## Systématique
Le nom correct complet (avec auteur) de ce taxon est Dahlia tenuicaulis P.D.Sørensen (d),.

### Publication originale
- (en) Paul D. Sorensen, « Revision of the Genus Dahlia (Compositae, Heliantheae — Coreopsidinae) », Rhodora, Cambridge, New England Botanical Club (d), vol. 71, no 786,‎ 1969, p. 309-365 (ISSN 0035-4902 et 1938-3401, JSTOR 23311302, lire en ligne).